# Монстър Тръкс
„Монстър Тръкс“ (на английски: Monster Trucks) е американски чудовищен екшън комедиен филм от 2017 г., продуциран от „Парамаунт Анимейшън“, „Никелодеон Моувийс“ и „Дисрупшън Ентъртейнмънт“ за „Парамаунт Пикчърс“. Режисиран е от Крис Уедж, както в неговия режисьорски дебют в игрален филм, така и в първата режисьорска работа извън „Блу Скай Студиос“, сценарист е Дерек Конъли, по сюжета на Матю Робинсън, Джонатан Айбел и Глен Бъргър. Във филма участват Лукас Тил, Джейн Леви, Ейми Райън, Роб Лоу, Дани Глоувър, Бари Пепър и Холт Маккалани.
Премиерата на филма е във Франция на 21 декември 2016 г., и е пуснат в Съединените щати от „Парамаунт Пикчърс“ на 13 януари 2017 г., и получава смесени отзиви от критиците.